# 1967 w muzyce
Wydarzenia muzyczne w 1967 roku.

## Wydarzenia
- 4 stycznia – ukazała się debiutancka płyta grupy The Doors
- 10 lutego – nagranie całej partii orkiestry do piosenki The Beatles „A Day in the Life”
- 13 kwietnia – The Rolling Stones zagrali dwa koncerty w Warszawie (Sala Kongresowa)
- 1 maja – Elvis Presley poślubił Priscillę Beaulieu w Aladdin Hotel w Las Vegas
- 12 maja – Procol Harum wydało swojego debiutanckiego singla „A Whiter Shade of Pale”, swój największy przebój
- 1 czerwca – The Beatles wydali album Sgt. Pepper’s Lonely Hearts Club Band, który po dziś dzień pozostaje ich najbardziej popularnym albumem
- 2 czerwca – ukazał się debiutancki album Davida Bowie zatytułowany David Bowie
- 16–18 czerwca – Monterey International Pop Festival, pierwszy wielki festiwal rockowy
- 25 czerwca – The Beatles wraz z zaproszonymi gośćmi w TV programie „Our World” transmitowanym na żywo do 26 państw wykonali pierwszy raz „All you need is love”
- 28 czerwca – The Supremes wystąpili pierwszy raz jako Diana Ross & the Supremes we Flamingo Hotel w Las Vegas. Florence Ballard została wyrzucona z grupy następnej nocy, a na jej miejsce przyjęto Cindy Birdsong
- 5 sierpnia – Pink Floyd wydał swój pierwszy album The Piper at the Gates of Dawn, po dziś dzień uważany za jeden z największych albumów rocka psychodelicznego
- 1 września – w USA Jimi Hendrix debiutuje albumem Are You Experienced
- 25 września – The Doors wydali swoją drugą płytę, Strange Days
- 30 września – początek działalności stacji BBC Radio One
- 9 listopada – ukazało się pierwsze wydanie magazynu „Rolling Stone”
- 27 grudnia – został wydany ósmy album Boba Dylana John Wesley Harding
- Rozwiązano zespół Tajfuny
- Powstał zespół Dos Mukasan

## Urodzili się
- 1 stycznia
  - Mayada Basilis, syryjska piosenkarka (zm. 2021)
  - John Digweed, angielski DJ, producent muzyczny
  - Tim Dog, właśc. Timothy Blair, amerykański raper (zm. 2013)
- 4 stycznia – David Berman, amerykański muzyk, wokalista indie rockowego zespołu Silver Jews (zm. 2019)
- 5 stycznia – Fredrik Nordström, szwedzki producent muzyczny, inżynier dźwięku, muzyk, kompozytor i gitarzysta metalowy
- 9 stycznia
  - Steven Harwell, amerykański muzyk, wokalista, autor tekstów; lider i współzałożyciel zespołu Smash Mouth (zm. 2023)
  - Dariusz Machej, polski śpiewak operowy (bas)
  - Dave Matthews, amerykański muzyk pochodzenia południowoafrykańskiego, wokalista, gitarzysta, autor tekstów oraz muzyki (Dave Matthews Band)
  - Rick Rozz, właśc. Frederick DeLillo, amerykański gitarzysta rockowy
- 10 stycznia – Zoran Corłew, macedoński skrzypek, wokalista, kompozytor muzyki ludowej, profesor (zm. 2021)
- 14 stycznia – Zakk Wylde, właśc. Jeffrey Phillip Wielandt, amerykański muzyk rockowy, multiinstrumentalista i wokalista
- 22 stycznia – Eleanor McEvoy, irlandzka wokalistka, instrumentalistka, kompozytorka i autorka tekstów
- 24 stycznia – John Myung, amerykański kompozytor i instrumentalista, basista zespołu Dream Theater
- 26 stycznia – Jacek Rządkowski, polski organista, kompozytor, teolog, taternik, społecznik (zm. 2021)
- 30 stycznia – Krystyna Stańko, polska piosenkarka jazzowa, gitarzystka, autorka tekstów, wykładowca wokalistyki jazzowej, dziennikarka radiowa
- 31 stycznia – Chad Channing, amerykański muzyk i instrumentalista, perkusista grupy Nirvana
- 8 lutego
  - Brett Hoffmann, amerykański wokalista i autor tekstów, członek zespołu Malevolent Creation (zm. 2018)
  - Florin Niculescu, rumuński skrzypek pochodzenia romskiego
- 9 lutego – Edson Cordeiro, brazylijski kontratenor, piosenkarz popowy i jazzowy
- 10 lutego – Robert Leszczyński, polski dziennikarz, krytyk muzyczny, gitarzysta, DJ (zm. 2015)
- 14 lutego – Angus Grant, szkocki muzyk folkowy (zm. 2016)
- 23 lutego – Alan Gilbert, amerykański dyrygent
- 20 lutego – Kurt Cobain, amerykański wokalista i gitarzysta (Nirvana) (zm. 1994)
- 28 lutego – Alicja Węgorzewska-Whiskerd, polska śpiewaczka operowa (mezzosopran)
- 3 marca – Magdalena Durecka, polska piosenkarka i autorka tekstów piosenek
- 4 marca – Wojciech Dmochowski, polski aktor teatralno-filmowy, aktor musicalowy, wokalista-śpiewak (baryton)
- 7 marca – Jean-Pierre Barda, szwedzki piosenkarz, aktor kabaretowy, stylista, wizażysta, fryzjer i komik francuskiego i żydowskiego pochodzenia
- 8 marca – Darek Maciborek, polski dziennikarz radiowy
- 15 marca – Andrzej Karp, polski producent muzyczny, reżyser i realizator dźwięku, kompozytor, muzyk, dydaktyk
- 17 marca – Van Conner, amerykański basista rockowy, członek zespołu Screaming Trees (zm. 2023)
- 23 marca – Jacek Polak, polski muzyk rockowy, gitarzysta i wokalista zespołu Mr. Pollack (zm. 2020)
- 29 marca – Nathalie Cardone, francuska piosenkarka i aktorka
- 30 marca
  - Robert Ligiewicz, polski muzyk rockowy, perkusista grupy Hey
  - Sławomir Stan, polski pianista, dyrygent Zespołu Pieśni i Tańca „Rzeszowiacy”, pedagog muzyczny i animator życia kulturalnego
- 1 kwietnia – Enrico Onofri, włoski skrzypek i dyrygent
- 2 kwietnia – Brother Marquis, amerykański raper (zm. 2024)
- 3 kwietnia – Adam Cegielski, polski kontrabasie jazzowy
- 5 kwietnia – Troy Gentry, amerykański piosenkarz country (zm. 2017)
- 7 kwietnia – Alex Christensen, niemiecki kompozytor, producent muzyczny, DJ
- 8 kwietnia – Paweł Marcin Szymański, polski muzyk bluesowy; kompozytor, wokalista, gitarzysta i harmonijkarz
- 9 kwietnia – Dorota Radomska, polska śpiewaczka operowa (sopran), pedagog
- 12 kwietnia – Zbigniew Szczerbiński, polski perkusista rockowy, muzyk zespołu Dżem
- 14 kwietnia – Anna Saraniecka, polska autorka tekstów piosenek i animatorka kultury
- 19 kwietnia – Barbara Frittoli, włoska śpiewaczka (sopran)
- 20 kwietnia – Mike Portnoy, amerykański perkusista (Dream Theater, Avenged Sevenfold, Transatlantic, Liquid Tension Experiment) i innych
- 27 kwietnia – Maciej Staniecki, polski kompozytor, gitarzysta i producent muzyczny, autor muzyki filmowej i teatralnej
- 29 kwietnia
  - Maciej Kaziński, polski muzyk, muzykolog, badacz kultur muzycznych, działacz kulturalny (zm. 2018)
  - Maciej Sobczak, polski gitarzysta i wokalista blues-rockowy
- 30 kwietnia – Filipp Kirkorow, rosyjski piosenkarz, aktor, kompozytor i producent muzyczny
- 1 maja – Agim Hushi, australijski śpiewak operowy (tenor) pochodzenia albańskiego
- 3 maja – André Olbrich, niemiecki gitarzysta heavymetalowy
- 11 maja – Piotr Rangno, polski akordeonista
- 12 maja – Paul D’Amour, amerykański muzyk rockowy; gitarzysta, basista i autor tekstów, znany z pierwszego składu grupy Tool
- 13 maja
  - Chuck Schuldiner, amerykański gitarzysta i wokalista (Death) (zm. 2001)
  - Melanie Thornton, amerykańska piosenkarka (La Bouche) (zm. 2001)
- 15 maja – Andrea Jürgens, niemiecka piosenkarka (zm. 2017)
- 18 maja – Martin Duffy, szkocki muzyk, klawiszowiec zespołu Primal Scream (zm. 2022)
- 24 maja – Heavy D, właśc. Dwight Myers, amerykański raper i aktor (zm. 2011)
- 26 maja – Kristen Pfaff, amerykańska gitarzystka basowa i wokalistka (zm. 1994)
- 29 maja
  - Noel Gallagher, brytyjski piosenkarz, gitarzysta, muzyk i autor tekstów piosenek
  - Shazza, właśc. Marlena Pańkowska, polska piosenkarka disco polo i dance, aktorka
- 31 maja – Jacek Bończyk, polski aktor teatralny i filmowy, piosenkarz, autor tekstów piosenek, scenarzysta i reżyser spektakli muzycznych
- 1 czerwca – Artur Gadowski, polski muzyk rockowy, wokalista, kompozytor, autor tekstów (IRA)
- 10 czerwca – Charnett Moffett, amerykański basista jazzowy (zm. 2022)
- 17 czerwca – Dorothea Röschmann, niemiecka śpiewaczka operowa (sopran), laureatka nagrody Grammy
- 19 czerwca – Paweł Grzegorczyk, polski muzyk, gitarzysta i wokalista zespołu Hunter
- 20 czerwca – Dan Tyminski, amerykański piosenkarz, kompozytor i multiinstrumentalista muzyki country
- 24 czerwca – Richard Kruspe, niemiecki gitarzysta zespołów Rammstein i Emigrate
- 7 lipca – Jackie Neal, amerykańska piosenkarka bluesowa (zm. 2005)
- 10 lipca – Rebekah Del Rio, amerykańska piosenkarka, autorka tekstów, aktorka (zm. 2025)
- 11 lipca – Marek Kuczyński, polski kompozytor, producent muzyczny, muzyk i realizator dźwięku
- 13 lipca – Benny Benassi, włoski DJ i producent muzyczny
- 14 lipca – Mădălina Manole, rumuńska piosenkarka i kompozytorka (zm. 2010)
- 18 lipca – Martin Eric Ain, szwajcarski basista rockowy, członek zespołu Celtic Frost (zm. 2017)
- 23 lipca – Titiyo, właśc. Titiyo Yambalu Felicia Jah, szwedzka wokalistka popowa
- 30 lipca – James Murphy, amerykański muzyk rockowy, gitarzysta i kompozytor
- 31 lipca – Grzegorz Turnau, polski piosenkarz, pianista, kompozytor i poeta
- 9 sierpnia – Tomasz „Titus” Pukacki, polski muzyk rockowy, basista, autor tekstów i muzyki zespołu Acid Drinkers
- 14 sierpnia – Asti Asmodiwati, indonezyjska piosenkarka
- 18 sierpnia – Jarek Kordaczuk, polski kompozytor, autor tekstów, reżyser projektów multimedialnych
- 20 sierpnia – Konrad Boniński, polski trębacz i wykładowca akademicki, dr hab.
- 21 sierpnia – Serj Tankian, muzyk ormiańskiego pochodzenia, instrumentalista i były wokalista grupy System of a Down
- 22 sierpnia – Layne Staley, amerykański wokalista, muzyk grupy Alice in Chains (zm. 2002)
- 23 sierpnia – Małgorzata Skorupa, polska skrzypaczka, profesor dr hab. sztuk muzycznych
- 29 sierpnia
  - Margarita Szewczenko, rosyjska pianistka
  - Tosca, właśc. Tiziana Tosca Donati, włoska piosenkarka i aktorka teatralna
- 31 sierpnia – Gene Hoglan, amerykański perkusista rockowy
- 6 września
  - William DuVall, amerykański wokalista, członek zespołu Alice in Chains
  - Macy Gray, amerykańska piosenkarka
- 8 września – Tomasz Bracichowicz, polski muzyk rockowy, pianista i kompozytor
- 11 września – Harry Connick Jr., amerykański pianista jazzowy, piosenkarz oraz aktor
- 13 września – Tim Owens, amerykański wokalista heavymetalowy
- 15 września – Mimi Parker, amerykańska wokalistka i perkusistka, muzyk zespołu Low (zm. 2022)
- 21 września – Faith Hill, amerykańska piosenkarka
- 26 września – Shannon Hoon, amerykański wokalista, lider zespołu Blind Melon (zm. 1995)
- 27 września – Isidora Žebeljan, serbska kompozytor, dyrygent i pedagog muzyczny (zm. 2020)
- 5 października – Wojciech Świtała, polski pianista
- 7 października
  - Toni Braxton, amerykańska aktorka i piosenkarka
  - Adam Taubitz, niemiecki skrzypek, trębacz, gitarzysta, aranżer oraz kompozytor muzyki poważnej i jazzowej
- 10 października – Laura Stoica, rumuńska piosenkarka, kompozytorka i aktorka (zm. 2006)
- 16 października – Jason Everman, amerykański gitarzysta i basista rockowy, muzyk znany z występów w grupach Nirvana, Soundgarden, Mindfunk
- 17 października – Roberto Cani, włoski skrzypek klasyczny (zm. 2025)
- 19 października – Yōko Shimomura, japońska kompozytorka
- 21 października – Tomasz Gołębiewski, polski skrzypek i dyrygent
- 25 października – Marek Grzeszek, polski gitarzysta grupy Despair (zm. 2013)
- 27 października – Scott Weiland, amerykański wokalista, muzyk grupy Stone Temple Pilots (zm. 2015)
- 28 października – Richard Bona, kameruński gitarzysta basowy, perkusista i wokalista
- 30 października
  - Leonidas Kawakos, grecki skrzypek i dyrygent
  - Joey Starr, właśc. Didier Morville, francuski raper, kompozytor, autor tekstów piosenek i aktor
- 31 października
  - Vanilla Ice, właśc. Robert Van Winkle, amerykański raper
  - Adam Schlesinger, amerykański piosenkarz, gitarzysta basowy, kompozytor, producent, autor piosenek (zm. 2020)
- 1 listopada – Sophie B. Hawkins, amerykańska wokalistka, autorka tekstów piosenek, malarka
- 2 listopada – Kurt Elling, amerykański wokalista jazzowy pochodzenia holenderskiego
- 3 listopada
  - Maria Răducanu, rumuńska piosenkarka oraz kompozytorka jazzowa
  - Steven Wilson, lider Porcupine Tree, brytyjski muzyk, wokalista, multiinstrumentalista, kompozytor, producent muzyczny
- 5 listopada – Kayah, właśc. Katarzyna Magda Rooijens, polska piosenkarka
- 7 listopada
  - Steve DiGiorgio, amerykański muzyk rockowy, kompozytor i gitarzysta basowy
  - David Guetta, francuski DJ i producent muzyczny
- 10 listopada – Andreas Scholl, niemiecki kontratenor
- 17 listopada – Andreas Rieke, niemiecki raper i producent muzyczny, członek zespołu Die Fantastischen Vier
- 23 listopada – Andrzej Paprot, polski gitarzysta rockowy
- 2 grudnia – Jacek Królik, polski gitarzysta, muzyk sesyjny
- 4 grudnia – Eric Roche, irlandzki gitarzysta gingerstyle (zm. 2005)
- 5 grudnia – Todd Kerns, kanadyjski muzyk, multiinstrumentalista, wokalista, kompozytor i producent
- 8 grudnia
  - Junkie XL, holenderski DJ, producent muzyczny, kompozytor, multiinstrumentalista i inżynier dźwięku
  - Maciej Muraszko, polski muzyk, kompozytor, aranżer i producent
  - Maria „Marihuana” Wietrzykowska, polski muzyk, klawiszowiec, kompozytor, aranżer, producent płytowy, współzałożycielka zespołu Ceti
- 9 grudnia – Joshua Bell, amerykański skrzypek
- 11 grudnia
  - Antoine Carraby, amerykański DJ, producent muzyczny i reżyser znany jako DJ Yella
  - Michael Beck, niemiecki raper, muzyk i DJ, członek zespołu Die Fantastischen Vier
- 14 grudnia – Troy Sneed, amerykański piosenkarz gospel, muzyk i producent muzyczny (zm. 2020)
- 23 grudnia – Carla Bruni, włoska modelka i piosenkarka
- 25 grudnia
  - Boris Novković, chorwacki piosenkarz, reprezentant Chorwacji w Konkursie Eurowizji 2005
  - Jason Thirsk, amerykański muzyk, basista i wokalista grupy Pennywise (zm. 1996)
- 28 grudnia – Cezary Konrad, polski perkusista jazzowy, kompozytor, aranżer

Data dzienna nieznana
- Aleksandra Bubicz-Mojsa, polska śpiewaczka operowa (sopran koloraturowy), pedagog (zm. 2021)

## Zmarli
- 3 stycznia
  - Mary Garden, szkocka śpiewaczka operowa (sopran liryczny, mezzosopran) (ur. 1874)
  - Józef Życzkowski, polski dyrygent i pedagog, wykładowca Konserwatorium Towarzystwa Muzycznego w Krakowie (ur. 1895)
- 7 stycznia – Carl Schuricht, niemiecki dyrygent (ur. 1880)
- 15 stycznia – Albert Szirmai, węgierski kompozytor operetkowy (ur. 1880)
- 25 stycznia – Ettore Bastianini, włoski śpiewak operowy (baryton) (ur. 1922)
- 27 stycznia – Luigi Tenco, włoski kompozytor, autor tekstów, piosenkarz (ur. 1938)
- 29 stycznia – Włodzimierz Poźniak, polski muzykolog (ur. 1904)
- 3 lutego – Joe Meek, angielski muzyk, reżyser nagrań, kompozytor, niezależny producent muzyczny (ur. 1929)
- 24 lutego – Franz Waxman, amerykański kompozytor, dyrygent i autor muzyki filmowej (ur. 1906)
- 6 marca
  - Nelson Eddy, amerykański aktor i piosenkarz (ur. 1901)
  - Zoltán Kodály, węgierski kompozytor i etnograf (ur. 1882)
- 7 marca – Willie Smith, amerykański saksofonista jazzowy, klarnecista i wokalista (ur. 1910)
- 9 marca – Lidia Nartowska, polska działaczka społeczna i kultury, choreografka (ur. 1900)
- 11 marca – Geraldine Farrar, amerykańska śpiewaczka operowa (sopran) (ur. 1882)
- 31 marca – Hieronim Feicht, polski muzykolog, pedagog muzyczny i kompozytor (ur. 1894)
- 1 kwietnia – Lidia Kmitowa, polska skrzypaczka, profesor (ur. 1888)
- 5 kwietnia
  - Jadwiga Bayerówna, polska pianistka, nauczycielka muzyki (ur. 1887)
  - Mischa Elman, amerykański skrzypek pochodzenia rosyjskiego (ur. 1891)
- 7 kwietnia – Edward Maj, polski kompozytor (ur. 1893)
- 15 kwietnia – Totò, właśc. Antonio Clemente, włoski aktor, pisarz, kompozytor i autor tekstów (ur. 1898)
- 5 maja – Max Schneider, niemiecki muzykolog, dyrygent (ur. 1875)
- 8 maja – Maria Trąmpczyńska, polska śpiewaczka (mezzosopran), profesor Akademii Muzycznej w Poznaniu (ur. 1895)
- 3 czerwca – André Cluytens, francuski dyrygent pochodzenia belgijskiego (ur. 1905)
- 9 lipca – Stefan Bolesław Poradowski, polski kompozytor (ur. 1902)
- 17 lipca – John Coltrane, amerykański saksofonista jazzowy (ur. 1926)
- 26 lipca – Matthijs Vermeulen, holenderski kompozytor i krytyk muzyczny (ur. 1888)
- 8 sierpnia – Jaromír Weinberger, amerykański kompozytor pochodzenia czeskiego (ur. 1896)
- 17 sierpnia – Hermann Keller, niemiecki organista, muzykolog i pedagog (ur. 1885)
- 27 sierpnia – Brian Epstein, menadżer The Beatles (ur. 1934)
- 12 września – Nadzieja Padlewska, polska pianistka i pedagog (ur. 1882)
- 18 września – Arkadij Ostrowski, rosyjski kompozytor muzyki rozrywkowej, autor piosenek (ur. 1914)
- 19 września – Albert Dupuis, belgijski kompozytor (ur. 1877)
- 25 września – Stuff Smith, amerykański skrzypek jazzowy (ur. 1909)
- 3 października
  - Woody Guthrie, amerykański pieśniarz folkowy, gawędziarz (ur. 1912)
  - Malcolm Sargent, angielski dyrygent, organista i kompozytor (ur. 1895)
- 8 października – Claire Dux, niemiecka śpiewaczka operowa (sopran) (ur. 1885)
- 10 października – Anda Kitschman, polska dyrygentka, kompozytorka, śpiewaczka, aktorka (ur. 1895)
- 25 października – Marian Sobieski, polski muzykolog, etnograf (ur. 1908)
- 20 listopada – Krzysztof Biegański, polski muzykolog, dyrygent, wykładowca akademicki (ur. 1936)
- 22 listopada – Edvin Kallstenius, szwedzki kompozytor (ur. 1881)
- 23 listopada – Otto Erich Deutsch, austriacki muzykolog, bibliograf muzyczny (ur. 1883)
- 30 listopada – Heinz Tietjen, niemiecki dyrygent i reżyser operowy (ur. 1881)
- 10 grudnia – Otis Redding, afroamerykański piosenkarz tworzący muzykę w gatunku soul (ur. 1941)
- 11 grudnia – Victor de Sabata, włoski dyrygent i kompozytor (ur. 1892)
- 13 grudnia – Walerija Barsowa, rosyjska i radziecka śpiewaczka operowa i operetkowa (sopran koloraturowy) (ur. 1892)
- 28 grudnia – Mária Németh, węgierska śpiewaczka operowa (sopran) (ur. 1897)
- 29 grudnia – Paul Whiteman, amerykański jazzman, kierownik orkiestry jazzowej (ur. 1890)

## Albumy
| Tytuł albumu                                                          | Główny wykonawca                     |
| --------------------------------------------------------------------- | ------------------------------------ |
| Magical Mystery Tour                                                  | The Beatles                          |
| Sgt. Pepper’s Lonely Hearts Club Band                                 | The Beatles                          |
| Blackout                                                              | Blackout                             |
| David Bowie                                                           | David Bowie                          |
| Eric Is Here                                                          | Eric Burdon                          |
| Winds of Change                                                       | Eric Burdon & The Animals            |
| Younger Than Yesterday                                                | The Byrds                            |
| Safe as Milk                                                          | Captain Beefheart and His Magic Band |
| Songs of Leonard Cohen                                                | Leonard Cohen                        |
| Disraeli Gears                                                        | Cream                                |
| Czerwone Gitary (2)                                                   | Czerwone Gitary                      |
| Sorcerer                                                              | Miles Davis                          |
| Ewa Demarczyk śpiewa piosenki Zygmunta Koniecznego                    | Ewa Demarczyk                        |
| The Doors                                                             | The Doors                            |
| Strange Days                                                          | The Doors                            |
| John Wesley Harding                                                   | Bob Dylan                            |
| Bob Dylan’s Greatest Hits                                             | Bob Dylan                            |
| Are You Experienced                                                   | The Jimi Hendrix Experience          |
| Axis: Bold as Love                                                    | The Jimi Hendrix Experience          |
| Surrealistic Pillow                                                   | Jefferson Airplane                   |
| Zorba                                                                 | Stenia Kozłowska                     |
| Forever Changes                                                       | Love                                 |
| Wojciech Młynarski śpiewa swoje piosenki                              | Wojciech Młynarski                   |
| Days of Future Passed                                                 | The Moody Blues                      |
| Alarm!                                                                | Niebiesko-Czarni                     |
| Dziwny jest ten świat                                                 | Czesław Niemen                       |
| Sukces                                                                | Czesław Niemen                       |
| The Piper at the Gates of Dawn                                        | Pink Floyd                           |
| Polanie                                                               | Polanie                              |
| Their Satanic Majesties Request                                       | The Rolling Stones                   |
| Between the Buttons                                                   | The Rolling Stones                   |
| Flowers (tylko w USA)                                                 | The Rolling Stones                   |
| Skaldowie                                                             | Skaldowie                            |
| Seant                                                                 | Andrzej Trzaskowski                  |
| The Velvet Underground & Nico                                         | The Velvet Underground               |
| The Who Sell Out                                                      | The Who                              |
| Lumpy Gravy                                                           | Frank Zappa                          |
| Happiness Is Dean Martin                                              | Dean Martin                          |
| You Can’t Love ’Em All                                                | Dean Martin                          |
| Dino – Like Never Before                                              | Dean Martin                          |
| Welcome to My World                                                   | Dean Martin                          |
| Deluxe                                                                | Dean Martin                          |
| Country Fever                                                         | Ricky Nelson                         |
| Another Side of Rick                                                  | Ricky Nelson                         |
| Bing Crosby and The Columbus Boychoir Sing Family Christmas Favorites | Bing Crosby i The Columbus Boychoir  |

## Muzyka poważna
- Powstaje Baroque Variations Lukasa Fossa
- Powstaje Non-Improvisation Lukasa Fossa
- Powstaje Four Études Lukasa Fossa

### Opera
- Pierre Boulez w wywiadzie dla Spiegla jako najelegantsze rozwiązanie problemu, jakim jego zdaniem jest anachroniczność opery (za ostatnie ważne w tym gatunku uważa dzieła Albana Berga) proponuje wysadzenie w powietrze wszystkich oper.

## Film muzyczny
- Double Trouble – (Elvis Presley)
- Easy Come, Easy Go – (Elvis Presley)
- Mocne uderzenie – polska komedia muzyczna

## Nagrody
- Konkurs Piosenki Eurowizji 1967
  - „Puppet on a String”, Sandie Shaw